# Ernest Brengier
Cyriel Ernest Brengier (Sint-Eloois-Vijve, 1 maart 1873 - Gent, 25 juli 1940) was een Belgisch componist en organist, zoon van Petrus Joannes en Pharaïlde Dewulf.

## Levensloop
Brengier kreeg zijn eerste opleiding in Waregem bij Leo Moeremans. Aan het Koninklijk Conservatorium behaalde hij in 1892-93 vijf eerste prijzen:
- orgel (bij Jozef Tilborghs),
- praktische harmonie (bij François Van Avermaete),
- contrapunt (bij Adolphe Samuel),
- harmonie (bij Paul Lebrun),
- fuga (bij Adolphe Samuel).

Hij leerde Peter Benoît kennen en verhuisde naar Antwerpen om er bij hem in de leer te gaan. Na de dood van Benoît was hij kandidaat om hem aan het Koninklijk Conservatorium Antwerpen op te volgen, maar dit lukte niet. Hij verhuisde weer naar West-Vlaanderen en werd tapijtfabrikant in Oostrozebeke, het dorp waar hij bevriend werd met Jozef Lootens.
In 1910 werd hij getroffen door een zware zenuwinzinking en herstelde nooit meer. Na de Eerste Wereldoorlog componeerde hij nog weinig. In 1920 vestigde hij zich opnieuw in Oostrozebeke en in 1927 in Gent. Blijvend gekweld door neurasthenie, stapte hij uit het leven.

## Werken
Liederen op tekst van Guido Gezelle:
- O! 't Ruischen van het ranke riet (1893)
- Eene bloem tot de zonne
- O Morgenstond
- Tot de mane
- Zingen dat willen wij

Andere:
- Allegro en Moderato Assai voor symfonieorkest (1895).
- Gudrun, opera, op tekst van Albrecht Rodenbach en libretto door Jozef Lootens (1905-1909).
- Kunstliederen op teksten van C. Ameye, R. De Clerck, H. Melis, A. Rodenbach.
- Studentenliederen, op teksten van C. Veschaeve.
- cantates: Ascencio, Oost-Roosbeke, Leielied.
- Het lied der knapenschap op tekst van A. Rodenbach.
- Zeven Verschaeveliederen.
- Grietje, zangspel op tekst van Ferdinand Rodenbach.
- Twee koningskinderen, zangspel.
- Agnès Bernauer, zangspel.
- Liefdezucht,  zangspel.
- Werken voor piano, orgel, gemengd koo, a-capellakoor.